# Chazeuil, Côte-d'Or
Chazeuil är en kommun i departementet Côte-d'Or i regionen Bourgogne-Franche-Comté i östra Frankrike. Kommunen ligger i kantonen Selongey som tillhör arrondissementet Dijon. År 2022 hade Chazeuil 187 invånare.

## Befolkningsutveckling
Antalet invånare i kommunen Chazeuil
Referens:INSEE